# Rafael I BiDawid
Mar Rafael I BiDawid, także Raphoul BeDaweed lub B'Dawid (ur. 1922, zm. 2003) – duchowny katolicki kościoła chaldejskiego, chaldejski patriarcha Babilonu w latach 1989-2003.
Urodził się 17 kwietnia 1922 w Mosulu jako Rafael Józef Warda. W latach 1933–1936 uczył się w patriarszym seminarium duchownym w Mosulu, po czym został wysłany do Rzymu, by studiować filozofię i teologię na uczelniach papieskich. W październiku 1944 został wyświęcony na księdza. Ukończył studia w 1947 jako doktor obojga praw, teologii i filozofii. Po powrocie do Mosulu został wicerektorem seminarium duchownego, w którym uczył francuskiego i wykładał teologię moralną. W latach 1950–1956 był kapelanem dla załóg stacji wydobywczych ropy naftowej przedsiębiorstwa Iraq Petroleum Company w północnym Iraku.
W 1956 został mianowany wikariuszem patriarszym diecezji Kirkuk-Arbela-Sulejmanija, a w 1957 został wybrany biskupem Amadiji w północnym Iraku. Święceń biskupich udzielił mu 6 września 1957 patriarcha Mar Józef VII Ghanima. Mając 35 lat Rafael BiDawid stał się wtedy najmłodszym biskupem katolickim. W 1966 został przeniesiony do diecezji bejruckiej. Jako biskup Bejrutu Rafael BiDawid stał się współzałożycielem Rady Katolickich Patriarchów i Biskupów Libanu, reprezentował również Kościół katolicki w Radzie Kościołów Bliskiego Wschodu.
Po śmierci patriarchy Mar Pawła II Szejcho synod elekcyjny w Bagdadzie 21 maja 1989 wybrał Rafaela BiDawida na patriarchę Kościoła chaldejskiego. Intronizacja odbyła się 29 maja 1989, a 9 września tego roku nowy patriarcha otrzymał paliusz od papieża Jana Pawła II. Jako patriarcha Rafael BiDawid popierał ruch ekumeniczny, w szczególności dążył do rekoncyliacji Kościoła chaldejskiego z jego siostrzanym Kościołem asyryjskim (nestoriańskim). Doprowadził do spotkania patriarchy Kościoła nestoriańskiego Mar Szymona Denkhy IV z papieżem w Rzymie i do podpisania przez nich 11 listopada 1994 wspólnej deklaracji chrystologicznej. Z jego inspiracji synody kościołów chaldejskiego i nestoriańskiego wydały 15 sierpnia 1997 roku wspólne oświadczenie o dążeniu do jedności. Jako patriarcha Rafael I BiDawid wyświęcił sześciu chaldejskich biskupów i dwóch arcybiskupów. Pod koniec swej posługi patriarcha walczył ze schizmą dwóch biskupów chaldejskich w Stanach Zjednoczonych.
W latach dziewięćdziesiątych patriarcha Rafael I BiDawid ostro występował przeciwko sankcjom nakładanym na Irak przez Stany Zjednoczone, wskazując, że rujnują one życie prostych mieszkańców tego kraju. Wzywał również Stany Zjednoczone do zaniechania wojny przeciwko Irakowi. Z tego powodu przez koła zachodnie był uważany za zwolennika Saddama Husajna. Nie była to prawda, ponieważ patriarcha nie popierał tego reżimu, lecz chciał oszczędzić cierpień wiernym swojego Kościoła.
Mar Rafael BiDawid zmarł 7 lipca 2003 roku w Bejrucie po 9 miesiącach spędzonych w szpitalu. Jego następcą na tronie patriarszym został Emanuel Karim III Delly.